# Lee Jae-dong
Lee Jae-dong, noto anche con lo pseudonimo di Jaedong (Ulsan, 9 gennaio 1990), è un videogiocatore sudcoreano di StarCraft: Brood War e StarCraft II.
Soprannominato The Tyrant dai suoi fan, è dal 2007 uno degli Zerg di maggior successo.
Il 10 novembre 2013 Lee vincendo 450000$ e superando Fatal1ty e Lee Young-Ho, si posiziona al primo posto della classifica dei giocatori che hanno vinto di più nella storia degli e-sports.

## Biografia
Jaedong inizia la sua carriera professionale nel 2006, ma è nel 2007 che inizia ad affermarsi, contemporaneamente al declino di Savior. In questo periodo conquista il suo primo titolo OSL ai danni di Stork. Nel 2008, Jaedong continua ad un buon ritmo, conquistando un MSL ai danni di Kal, ed un secondo posto nel MSL successivo, perdendo in finale da ForGG.
Il 2009 è un anno di successo per Lee Jae-Dong, che riesce ad aggiudicarsi altri due titoli OSL, battendo in finale rispettivamente Fantasy e YellOw[ArnC], aggiudicandosi così, terzo in assoluto, un Golden Mouse. Vince inoltre un secondo MSL, davanti a Flash, e si aggiudica i WCG 2009, ai danni di Stork.
Nel 2010 Jaedong conquista ben tre secondi posti, (due MSL e un OSL), perdendo in tutte e tre le finali da Flash, ormai diventato suo rivale.
Nel 2011, Jaedong rimane senza team a seguito dello scioglimento del suo team Hwaseung OZ, e si accasa infine nel Team 8, gestito direttamente dalla KeSPA. Dopo il passaggio delle competizioni a StarCraft II, Lee Jae-Dong passa al team statunitense Evil Geniuses.
È stato il primo Zerg nel KeSPA Rankings dal gennaio 2008 al luglio 2011.

## Statistiche
|            | Vittorie | Sconfitte | %      |
| ---------- | -------- | --------- | ------ |
| vs Terran  | 203      | 116       | 63,64% |
| vs Zerg    | 189      | 71        | 72,69% |
| vs Protoss | 156      | 74        | 67,83% |
| Totale     | 548      | 261       | 67,74% |

## Risultati
- 2007 Vincitore dell'EVER OSL
- 2008 Vincitore del GomTV MSL
- 2008 Secondo nell'Arena MSL
- 2009 Vincitore del Batoo OSL
- 2009 Vincitore del Bacchus OSL
- 2009 Vincitore dei World Cyber Games 2009
- 2010 Vincitore del Nate MSL
- 2010 Secondo all'Hana Daetoo Securities MSL
- 2010 Secondo al BigFile MSL
- 2010 Secondo nel Korean Air OSL